# Lilla Ursvik

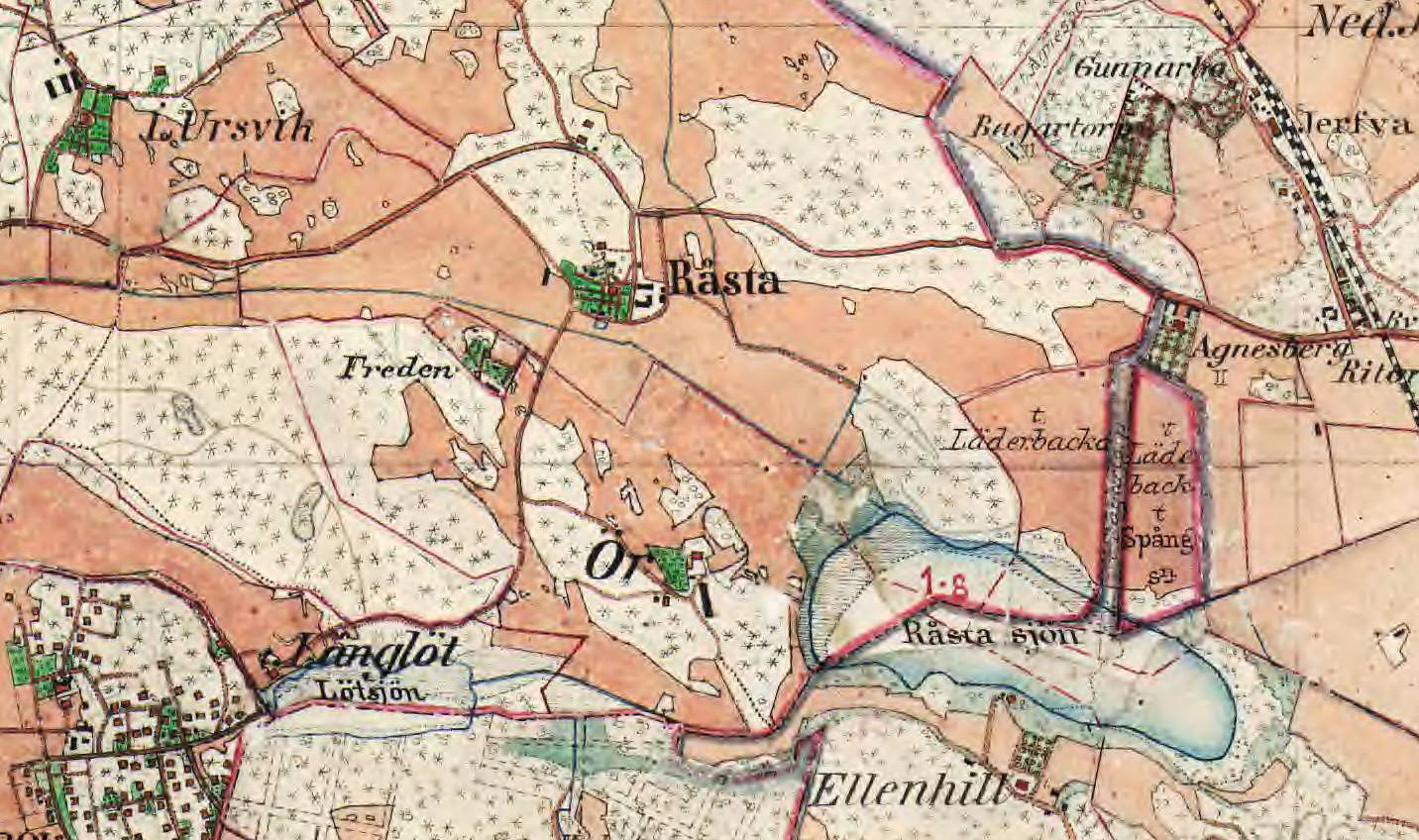
Lilla Ursvik, Ör, Råsta, Långlöt, Råstasjön och Lötsjön omkring år 1900.

Lilla Ursvik är en stadsdel i Sundbybergs kommun.  Den utgör den äldre delen av området Ursvik och gränsar i väster till Stora Ursvik, i norr mot Kymlinge, i öster mot Brotorp och i söder mot Hallonbergen. Befolkningen uppgår till 853 personer år 2012 . 
Med början år 1906 anlade bröderna Alexander och Patrick Graham hissföretaget Graham Brothers i den västra delen av den nuvarande stadsdelen . Från 1929 tillverkade man även neonskyltar här. En ny fabriksbyggnad uppfördes 1937. Hisstillverkningen i Ursvik upphörde i slutet av 1970-talet, sedan finländska Kone övertagit företaget. 
De första villorna som uppfördes i Lilla Ursvik är de egnahemshus som byggdes av Bröderna Graham på Egnahemsvägen tidigt 1900-tal. År 1907 stod 14 likadana Egnahemshus färdiga i de nuvarande kvarteren Apelsinen, Ananasen, Bananen och Blåbäret. 1938 antogs en byggnadsplan, utarbetad av arkitekten Gunnar Wetterling, för det villasamhälle som därefter skulle växa upp inom stadsdelen. Området tillföll Sundbyberg i samband med att Spånga landskommun upplöstes år 1949.